# Várda, Somogy
Várda  este un sat în districtul Kaposvár, județul Somogy, Ungaria, având o populație de 464 de locuitori (2011). 

## Demografie
Componența etnică a satului Várda
     Maghiari (100%)
Componența confesională a satului Várda
     Romano-catolici (59,27%)
     Reformați (9,27%)
     Fără religie (9,27%)
     Atei (1,94%)
     Necunoscută (20,26%)
Conform recensământului din 2011, satul Várda avea 464 de locuitori. Din punct de vedere etnic, majoritatea locuitorilor (100,0%) erau maghiari.  Din punct de vedere confesional, majoritatea locuitorilor (59,27%) erau romano-catolici, existând și minorități de persoane fără religie (9,27%), reformați (9,27%) și atei (1,94%). Pentru 20,26% din locuitori nu este cunoscută apartenența confesională.